# سعد جمعه
سعد جمعه (عربی: سعد جمعه؛ ۱۹۱۶ – ۱۹ اوت ۱۹۷۹) سیاست‌مدار اهل اردن بود. وی از ۲۳ آوریل ۱۹۶۷ تا ۷ اکتبر ۱۹۶۷ نخست‌وزیر اردن بود.
سعد جمعه در ۱۹ اوت ۱۹۷۹، در سن ۶۳ سالگی در لندن درگذشت.